# Daeg Faerch
Daeg Faerch (* 27. září 1995 Kodaň Dánsko) je dánsko-kanadský herec. Zahrál si ve filmu Petera Berga Hancock v roce 2008. Asi k jeho nejznámějším rolím patří role malého Michaela Myerse ve filmu Halloween z roku 2007. Zpočátku hrával v divadelních hrách, například Hrozny hněvu, kde si zahrál roli Winfielda, dále v Marat/Sade či Čekání na Godota. Často hrál v Shakespearových hrách, například Coriolanus či Hamlet. Získal také roli ve francouzské hře L'Impromptu de Théophile či v komedii Nerd, kde si zahrál Thora Waldgrava. Kromě angličtiny mluví i francouzsky.